# Little River (Nattai River)
Der Little River ist ein „kleiner“ Fluss im Osten des australischen Bundesstaates New South Wales. 

## Verlauf
Er entspringt in der Bargo State Recreational Area im Südosten des Nattai-Nationalparks und fließt nach Nordwesten, wo er im Nattai State Recreational Park in  den Nattai River mündet. Beide staatlichen Naturschutzgebiete sind Teil des Nattai-Nationalparks.
Auf seinem Weg nimmt er auch das Wasser der Thirlmere Lakes, die im gleichnamigen Nationalpark liegen, auf.
Der Fluss verläuft vollständig im unbesiedelten Nationalpark und ist nicht durch Straßen erschlossen.